# Real Sociedad Gimnástica Española
Real Sociedad Gimnástica Española is een voormalige Spaanse omnivereniging uit Madrid die vooral bekend was vanwege haar succesvolle voetbaltak. De club speelde in de Campeonato Centro, het kampioenschap van de regio Madrid.

## Geschiedenis
De club wordt in 1887 opgericht als Sociedad Gimnástica Española en, zoals de naam doet vermoeden, was het een vereniging die allerlei sporten of vormen van vermaak aanbood, allen op amateurniveau. De club werd bekend dankzij de succesvolle voetbaltak die in 1907 het licht zag. Vanwege de oprichting in de 19e eeuw, kreeg de club al snel de bijnaam 'de veteranen'. In 1909 was Sociedad Gimnástica Española een van de oprichters van de Federación Española de Fútbol, de toenmalige voetbalbond.
Tussen 1911 en 1915 had de voetbalclub een korte succesperiode met 3 Madrileense voetbalkampioenschappen. In 1912 bereikte de club de finale van de Copa del Rey, de Spaanse beker, die het verloor van FC Barcelona. Later werd nog de halve finale bereikt. In 1916 of 1917 kreeg de club nog het predicaat Koninklijke (Real) toegewezen, maar dat is het laatste hoogtepunt. Als het profvoetbal haar intrede doet in 1926 begint de amateurclub af te glijden. Na de jaren 50 is de club plotseling van het toneel verdwenen.

## Erelijst
- Campeonato Centro: 1911, 1912 en 1914
- Copa del Rey: verliezend finalist 1912